# Плав'янська сільська рада
Плав'янська сільська рада — колишній орган місцевого самоврядування у Сколівському районі Львівської області. Адміністративний центр — село Плав'я.

## Загальні відомості
Плав'янська сільська рада утворена в 1940 році. Територією ради протікає річка Бринівка.

## Населені пункти
Сільській раді підпорядковані населені пункти:
- с. Плав'я

## Склад ради
Рада складається з 16 депутатів та голови.

### Керівний склад попередніх скликань
| ПІБ                              | Основні відомості                                                                     | Дата обрання | Дата звільнення |
| -------------------------------- | ------------------------------------------------------------------------------------- | ------------ | --------------- |
| Британ Богдан Миколайович        | Сільський голова, 1948 року народження, член Всеукраїнського об'єднання «Батьківщина» | 26.03.2006   | 31.10.2010      |
| Бенькалович Мирослава Миколаївна | Сільський голова, 1960 року народження, освіта вища, позапартійна                     | 31.10.2010   |                 |

Примітка: таблиця складена за даними джерела

## Населення
Згідно з переписом УРСР 1989 року чисельність наявного населення сільської ради становила 1552 особи, з яких 747 чоловіків та 805 жінок.
За переписом населення України 2001 року в сільській раді мешкала 1371 особа.

### Мова
Розподіл населення за рідною мовою за даними перепису 2001 року:
| Мова       | Відсоток |
| ---------- | -------- |
| українська | 99,78 %  |
| російська  | 0,15 %   |
| молдовська | 0,07 %   |